# Tierra de Sánnikov (novela)
Tierra de Sannikov (en ruso: Земля Санникова, romanizado: Zemlya sannikova) es una novela de Vladímir Óbruchev. Cuenta con la Tierra de Sánnikov, una isla que en realidad no existe.
Según Ben Hellman, la novela dio lugar a que Obruchev tuviera una "notable popularidad".
Su novela incluye el razonamiento del autor sobre por qué las islas en el Océano Ártico pertenecen a Rusia.
Fue adaptada en La tierra de Sánnikov (1973).